# Liste der Kreisstraßen im Landkreis Wittenberg
Die Liste der Kreisstraßen im Landkreis Wittenberg ist eine Auflistung der Kreisstraßen im Landkreis Wittenberg, Sachsen-Anhalt. Die Gesamtlänge aller Kreisstraßen betrug am 1. Januar 2012 insgesamt 320 km.

## Abkürzungen
- K: Kreisstraße
- L: Landesstraße

## Liste
Die Kreisstraßen werden landesweit durchnummeriert und behalten die ihnen zugewiesene Nummer bei einem Wechsel in einen anderen Landkreis oder in eine kreisfreie Stadt innerhalb von Sachsen-Anhalt. Nicht vorhandene bzw. nicht nachgewiesene Kreisstraßen werden in Kursivdruck gekennzeichnet, ebenso Straßen und Straßenabschnitte, die unabhängig vom Grund (Herabstufung zu einer Gemeindestraße oder Höherstufung) keine Kreisstraßen mehr sind.
| Nr.    | Verlauf |
| ------ | --- |
| K 1779 | (K 1779 im Landkreis Jerichower Land) – Kreisgrenze – L 121 |
| K 2002 | (K 2002 in Dessau-Roßlau) – Kreisgrenze – Luko – L 171 in Düben |
| K 2003 | L 171 in Düben – Buko – |
| K 2004 | L 120 in Jeber-Bergfrieden – Weiden – K 2378 – K 2377 – Serno |
| K 2005 | L 113 in Linda (Elster) – K 2021 in Neuerstadt |
| K 2006 | K 2021 in Neuenstadt – Landesgrenze – (K 6259 im Landkreis Elbe-Elster, Brandenburg) – Landesgrenze – Buschkunsdorf – K 2007 – in Holzdorf (jetzt K 2216) |
| K 2007 | Reicho – K 2006 (jetzt K 2217) |
| K 2010 | – Euper – Abtsdorf – L 126 in Bülzig |
| K 2011 | Braunsdorf – L 124 – Schmilkendorf – Mochau – Thießen – |
| K 2012 | (K 6922 im Landkreis Potsdam-Mittelmark, Brandenburg) – Landesgrenze – Boßdorf – L 123 – Jahmo – Köpnick – |
| K 2014 | (K 7214 im Landkreis Teltow-Fläming, Brandenburg) – Landesgrenze – Rahnsdorf – L 123 |
| K 2016 | L 126 in Bülzig – Zörnigall-Dorf – Mühlanger – K 2017 – |
| K 2017 | K 2106 in Leetza – K 2404 – Külso – Dietrichsdorf – K 2108 – K 2016 in Mühlanger |
| K 2018 | – Mönchenhöfe – K 2008 in Waltersdorf (jetzt K 2220) |
| K 2019 | K 2020 in Dabrun – Rötzsch – in Rackith |
| K 2020 | L 131 in Pratau – K 2109 – Boos – Dabrun – K 2019 – Melzwig – L 127 in Globig |
| K 2021 | L 127 in Globig – Bleddin |
| K 2022 | in Trebitz – K 2023 – Bösewig |
| K 2023 | K 2022 in Trebitz – Kleinzerbst |
| K 2024 | – Reuden – K 2039 – Kemberg – L 129 – – Gaditz – K 2026 – Merkwitz – K 2115 – |
| K 2025 | – Dorna |
| K 2026 | K 2024 – Schnellin – /L 127 |
| K 2028 | L 129 in Bad Schmiedeberg – K 2029 |
| K 2029 | (K 2029 im Landkreis Anhalt-Bitterfeld) – Kreisgrenze – Schköna – – Grenzhaus – K 2036 – – L 130 – Söllichau – L 128 – Landesgrenze – (K 7413 im Landkreis Nordsachsen, Sachsen) – Landesgrenze – K 2028 – Großkorgau – Kleinkorgau – L 129 – Körbin-Alt – in Pretzsch (Elbe) |
| K 2030 | L 113 – Lindwerder (jetzt K 2223) |
| K 2033 | – Gorsdorf – K 2233 – Schützberg – K 2231 – Kleindröben – L 128 in Mauken (jetzt K 2232) |
| K 2035 | L 128 in Söllichau – Landesgrenze – (K 7401 im Landkreis Nordsachsen, Sachsen) |
| K 2036 | (K 2036 im Landkreis Anhalt-Bitterfeld) – Kreisgrenze – K 2029 |
| K 2037 | L 136 in Zschornewitz – Kreisgrenze – (K 2037 im Landkreis Anhalt-Bitterfeld) |
| K 2040 | L 129 in Selbitz – L 132 in Schleesen |
| K 2041 | L 131 in Seegrehna – Klitzschena – L 129 Ortsausgang nordwestlich Bergwitz |
| K 2042 | L 133 in Griesen – Riesigk – L 131 (jetzt K 2101) |
| K 2101 | L 133 in Griesen – Riesigk – L 131 |
| K 2104 | L 126 – Zörnigall-Siedlung |
| K 2105 | Woltersdorf – L 126 in Bülzig |
| K 2106 | L 123 – K 2017 in Leetza |
| K 2108 | K 2017 in Dietrichsdorf – – Gallin |
| K 2109 | K 2020 – Wachsdorf |
| K 2113 | Bietegast – |
| K 2115 | Österitz – K 2024 |
| K 2124 | – Uthausen |
| K 2214 | K 2217/K 2221 – Kleinkorga – Neuerstadt – K 2216 – K 2006 – Landesgrenze – (K 6257 im Landkreis Elbe-Elster, Brandenburg) |
| K 2216 | K 2214 in Neuenstadt – Landesgrenze – (K 6259 im Landkreis Elbe-Elster, Brandenburg) – Landesgrenze – Buschkunsdorf – K 2217 – in Holzdorf |
| K 2217 | K 2214/K 2221 – Großkorga – nicht befahrbar – Reicho – K 2216 |
| K 2220 | – Mönchenhöfe – Waltersdorf – K 2218 – K 2306 in Kremitz |
| K 2221 | in Schweinitz – K 2214/K 2217 |
| K 2222 | L 113 in Linda (Elster) – Steinsdorf – Zwuschen – Dixförda – L 113 in Schweinitz |
| K 2223 | L 113 – Lindwerder |
| K 2228 | L 113 in Groß Naundorf – Landesgrenze – (K 8988 im Landkreis Nordsachsen, Sachsen) |
| K 2229 | L 113 in Axien – Hohndorf – K 2230 – Plossig – L 113 in Groß Naundorf |
| K 2230 | L 114 in Jessen (Elster) – Gerbisbach – K 2231 – Lebien – K 2229 – L 114 |
| K 2231 | K 2232 – Rade – L 114 – Schöneicho – K 2230 in Gerbisbach |
| K 2232 | – Gorsdorf – K 2233 – Schützberg – K 2231 – Kleindröben – L 128 in Mauken |
| K 2233 | K 2232 in Gorsdorf – Hemsendorf – L 114 in Grabo – K 2231 – K 2229 in Axien |
| K 2235 | L 37 in Gentha – Leipa – Arnsdorf – in Jessen (Elster) |
| K 2236 | Zemnick – Gielsdorf – L 117 |
| K 2237 | Schadewalde – L 37 |
| K 2238 | L 39 in Mellnitz – L 123 in Gadegast |
| K 2239 | (K 7212 im Landkreis Teltow-Fläming, Brandenburg) – Landesgrenze – K 2315 – Morxdorf – L 39 in Seyda |
| K 2240 | Naundorf bei Seyda – L 39 |
| K 2306 | K 2220 in Kremitz – Premsendorf – Landesgrenze – (K 6248 im Landkreis Elbe-Elster, Brandenburg) |
| K 2315 | L 39 – Mark Friedersdorf – K 2239 – Mark Zwuschen |
| K 2376 | L 122 in Cobbelsdorf – Prühling – Wahlsdorf – Wörpen – L 123 – Coswig (Anhalt) – L 121 – Elbfähre – Wörlitz – L 133 |
| K 2377 | K 2004 in Weiden – Grochewitz |
| K 2378 | K 2004 in Weiden – Bräsen – L 120/L 121 |
| K 2401 | L 124 in Nudersdorf – Grabo |
| K 2404 | K 2017 – Raßdorf |
| K 2406 | K 2020 – Wachsdorf |